# Focus (Souls of Mischief album)
Focus – trzeci album studyjny hip-hopowej grupy Souls of Mischief, pierwszy raz wydana przez inną, niezależną wytwórnię płytową (Hieroglyphics Imperium Recordings) 20 kwietnia 1998 roku.

## Lista utworów
1. „Pay Dues”
2. „Shooting Stars”
3. „Way 2 Cold”
4. „Groove 2 Nite”
5. „Make Way”
6. „We Intersect”
7. „A to the P”
8. „Bird's Eye View”
9. „Stealth Bombing (Shift the Sands)”
10. „Step Off”
11. „Holler!”
12. „Big Shit” (feat. Casual)